# Java Runtime Environment
Java Runtime Environment（Java実行環境、JRE）とは、コンピュータシステム上でJavaプラットフォーム用のアプリケーションソフトウェア（Javaアプリケーション）を動かせるようにするソフトウェア群である。JREはオラクル（旧サン・マイクロシステムズ）による公式実装のほか、OpenJDKのコミュニティによるオープン実装、IBMなどの正式にライセンス供与されたサードパーティによる実装などが存在する。

## 概要
JREのソフトウェア群はJava仮想マシン (JVM) とアプリケーションプログラミングインタフェース (API) から成り立っている。APIはエディション（プロファイル）に応じて、標準Javaクラスライブラリの集合や拡張ライブラリなどを提供する。仮想マシンとAPIは互いに互換性がなければならず、それゆえJREとして共にバンドルされている。これは仮想マシンがプロセッサであり、APIがユーザインタフェースであるような仮想的なコンピュータと考えることができる。
JREは、Javaアプリケーション開発に必要なJavaコンパイラなどを含むソフトウェア開発キット (SDK) であるJava Development Kit（JDK、Java開発キット）にも同梱されている。
Javaアプリケーションは対応するJREがなければ動作させることができない。Java互換の組み込み機器では通例JREが標準インストールされているが、デスクトップマシンでは、JREが標準インストールされていないこともあり、その場合はJREを事前にインストールする必要がある。JDK 10までは、javapackagerと呼ばれるツールを利用し、JREをアプリケーションパッケージにプライベートモジュールとして同梱（バンドル）・再配布する形態もサポートされていた。JREは基本的に後方互換性を保っており、古いJDKを利用して作成されたJavaアプリケーション（JAR）を新しいJRE上で動作させることもある程度可能であるが、新しいバージョンのJDK/JREで持ち込まれた非互換性により、アプリケーションが正常に動作しなくなることもある。Javaアプレットなど、一部のソフトウェアコンポーネントは古いバージョンのJDK/JREにしか含まれておらず、新しいバージョンのJDK/JREでは利用不可能であるものもある。JavaFXのように、かつてJDK/JREに標準で含まれていたものの、のちに分離・独立して個別提供されるようになったコンポーネントもある。
Java 10までのJREにはJava Web Startも同梱されていた。インストール時にMozilla Firefox、Opera、Internet ExplorerなどのウェブブラウザにJava Plug-inをインストールするかどうかを尋ねられる。これはブラウザでJavaアプレットを動かし、Java Web Start対応Javaアプリケーションを起動できるようにするために必要なものであり、単純にFlashをブラウザ上で直接実行したり、ブラウザ外部のメディアプレーヤーを起動したりといったものと同じプラグインの一種である。
JREのアップデートには、旧バージョンを削除しないものがあった。セキュリティホールが発見されている、あるいはサポートが終了している旧バージョンのJava (JDK/JRE) をシステムに残しておくと、重大なセキュリティリスクが生じるため、旧バージョンを手動で削除することが強く推奨されている。

## 参照
1. ↑  AndroidのJava実行環境は正式にライセンスされたJREではなく、またDalvik仮想マシン/Android Runtimeは正式なJava仮想マシンとの互換性がない。
2. ↑  javapackager
3. ↑  JDK 8の互換性ガイド
4. ↑  古いバージョンのJavaをシステムからアンインストールしなければならないのはなぜですか。